# 斯捷任斯基农村居民点
斯捷任斯基农村居民点（俄语：Стеженское сельское поселение）是俄罗斯联邦伏尔加格勒州阿列克谢耶夫斯卡亚区所属的一个农村居民点。其下辖有7个居民点，行政中心为斯捷任斯基。据2016年统计，该农村居民点的人口为709人。